# Ford FT-B
Ford FT-B (Ford Tf-c, model 1920) – samochód pancerny konstrukcji polskiej z okresu wojny polsko-bolszewickiej, produkowany w Centralnych Warsztatach Samochodowych w Warszawie. Pierwsza tego typu polska konstrukcja i podstawowy wóz pancerny w wyposażeniu polskich sił pancernych w tamtym okresie.

## Historia

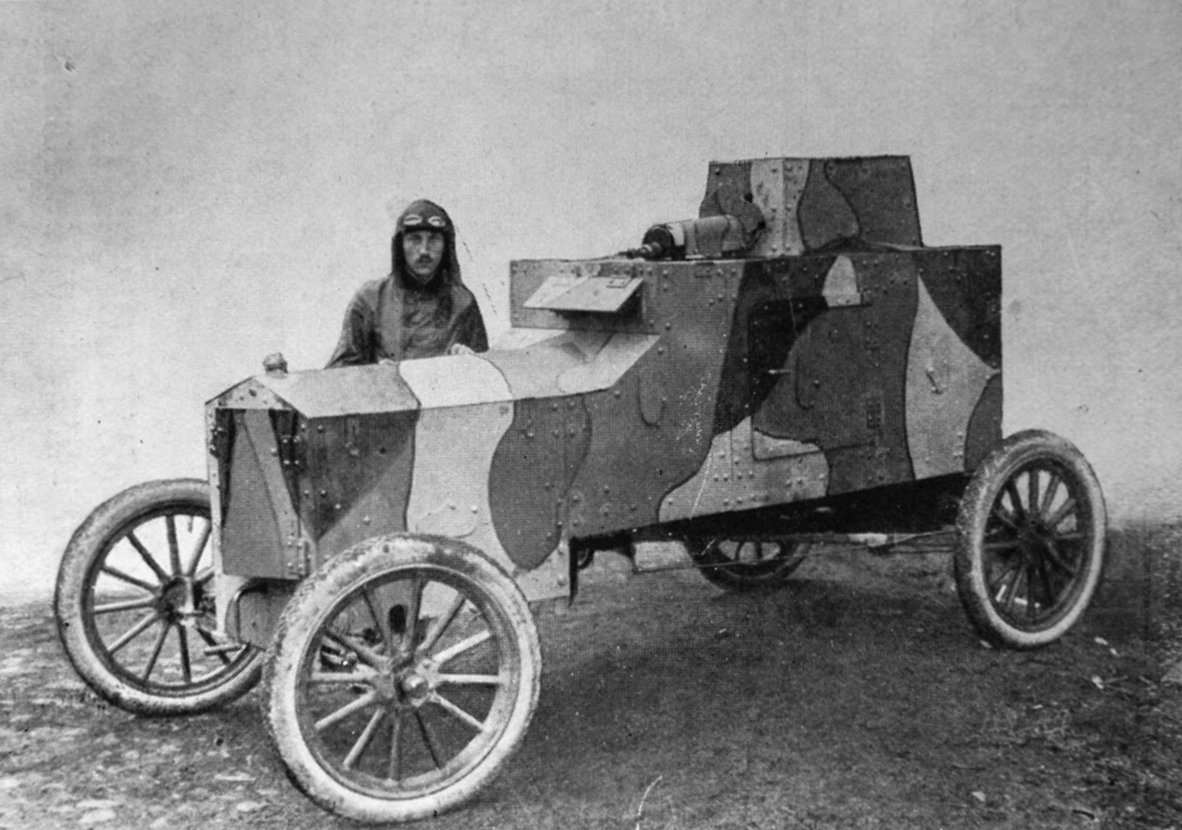
Tadeusz Tański przy skonstruowanym przez siebie samochodzie Ford FT-B

Latem 1920 roku sytuacja Wojska Polskiego na froncie wojny polsko-bolszewickiej była trudna. Jednym z problemów był brak pojazdów pancernych i niemożność ich zakupu za granicą. W tej sytuacji inż. Tadeusz Tański, cywilny pracownik Sekcji Samochodowej Ministerstwa Spraw Wojskowych, z własnej inicjatywy opracował projekt budowy samochodu pancernego na podwoziu popularnego w tym czasie samochodu osobowego Ford Model T. Podwozie zostało zmodyfikowane – wzmocniono tylny most i drążki kierownicze, pochylono bardziej kierownicę, zmieniono położenie zbiornika paliwa, wydłużono korbę rozruchową silnika, zmieniono deskę rozdzielczą. W ciągu dwóch tygodni prototyp był gotów do trwających kilka dni prób. Wypadły one pomyślnie. Rozpoczęto produkcję. Zbudowano 16 lub 17 samochodów.

## Służba
Początkowo planowano sformować jeden większy, samodzielny oddział złożony z samochodów Ford FT-B. Sytuacja wojenna (trwająca Bitwa Warszawska) spowodowała, że poszczególne pojazdy były, zaraz po zbudowaniu, wysyłane na front. Były tam używane w składzie różnych oddziałów. Dopiero w późniejszym okresie zrealizowano początkowy plan. Sformowano m.in. 1 kolumnę lekkich samochodów pancernych.
Po wojnie w uzbrojeniu wojska pozostało 12 samochodów tego typu. Początkowo większość służyła w 3 dywizjonie samochodów pancernych w Warszawie. Jesienią 1925 roku zostały rozdzielone do nowo sformowanych szwadronów samochodów pancernych. Jeden z nich o numerze rejestracyjnym "5021" trafił do 2 Szwadronu Samochodów Pancernych w Warszawie. Sześć egzemplarzy eksploatował 1 Szwadron Samochodów Pancernych.
W latach 1927–1928 były stopniowo wycofywane. W 1931 roku w wykazach figurował już tylko jeden samochód (nr rej. 5021).

## Dane taktyczno-techniczne
- Wymiary
  - Długość: 3,25 m
  - Szerokość: 1,55 m
  - Wysokość: 1,73 m
  - Rozstaw osi: 2,52 m
  - Prześwit: 0,23 m
- Prędkość maksymalna: 50 km/h
- Zasięg: do 250 km
- Promień skrętu: 4,1 m

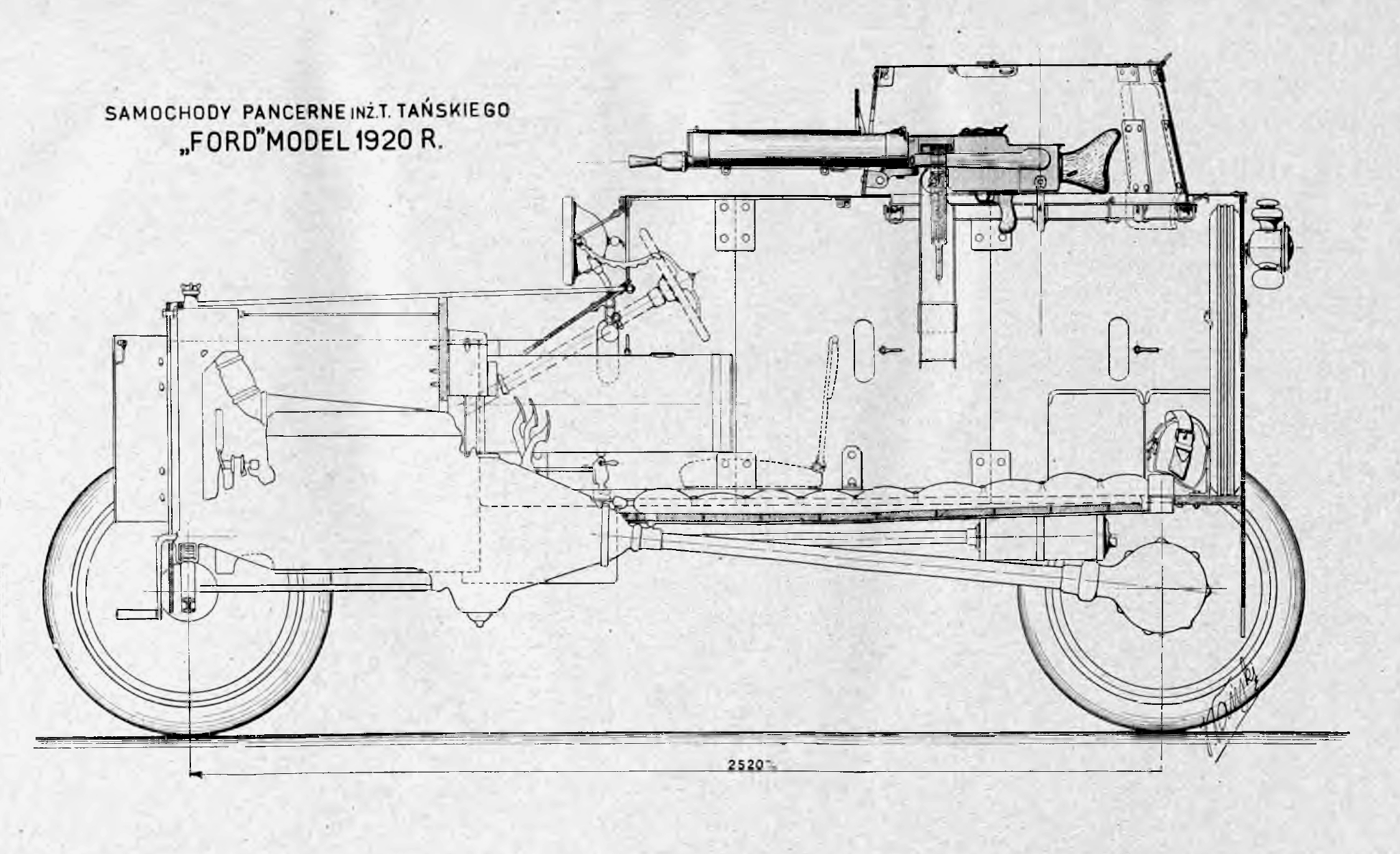
Plan samochodu pancernego Ford FT-B

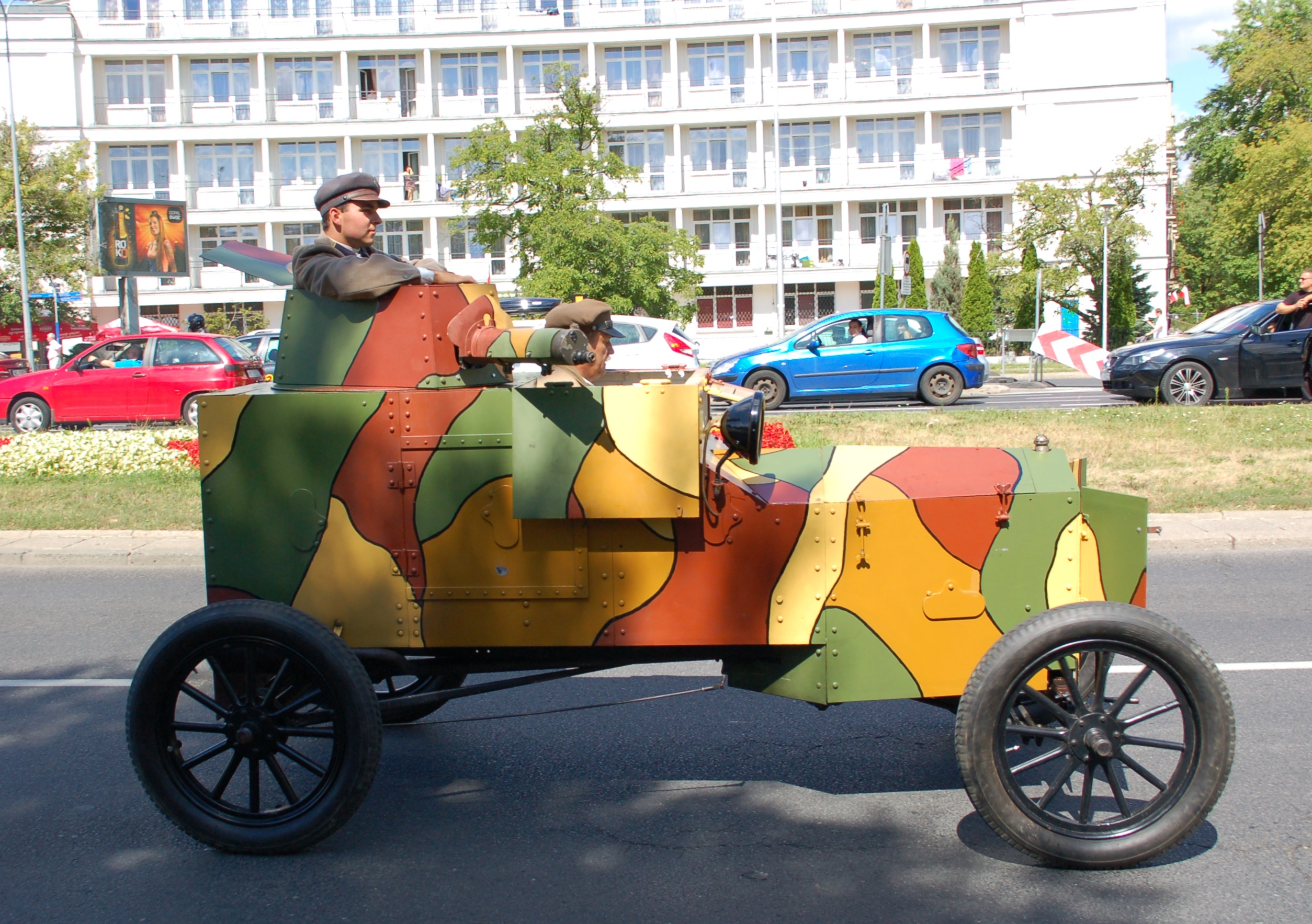
Replika samochodu pancernego Ford FT-B

- Uzbrojenie: 1 lekki karabin maszynowy Maxim wz.08/15 lub wz.05/S kal. 7,92 mm, z 1250 nabojami, 25 granatów ręcznych.
- Pancerz grubości: 8 mm (pionowe płyty) i 3 mm (górne płyty), dno było nieopancerzone (drewniane).
- Silnik: Ford, 22,5 KM, 2900 cm³?, 4-cylindrowy, 4-suwowy, dolnozaworowy, chłodzony wodą.
- Podwozie – pochodzące z samochodu osobowego Ford T, zmodyfikowane i wzmocnione w Polsce.
  - Rama prostokątna
  - Osie sztywne
  - Zawieszenie na piórowych resorach poprzecznych półeliptycznych. Resory i tylny most wzmocnione w Polsce.
  - Skrzynia biegów: planetarna z dwoma przełożeniami do przodu i jednym wstecz. Napędzana tylna oś.
  - Hamulce bębnowe na koła tylne.
  - Koła drewniane, rozmiar opon 30x3.5", prawdopodobnie wypełnione porowatą masą antyprzestrzelinową ("gusmatyki").
- Nadwozie miało otwierane do tyłu włazy po obu burtach. Chłodnica była chroniona przez pancerne drzwiczki. Koło zapasowe przewożono wewnątrz, przy tylnej ścianie.
- Wieża: pięciokątna, zwężająca się z przodu, z małym włazem na dachu.